# Ugi Battenberg

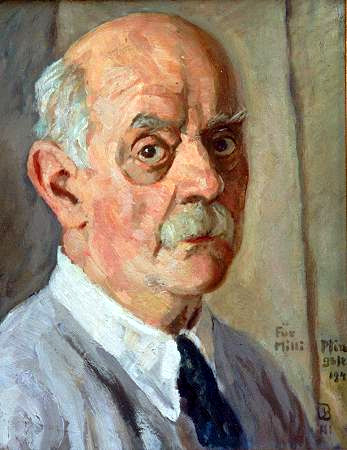
Selbstbildnis 1941

Ugi Battenberg (* 11. März 1879 in Alzey; † 12. Juni 1957 in Bad Nauheim) war ein deutscher Maler.

## Leben und Werk
Ugi Battenberg war der älteste Sohn des Lehrers Friedrich Wilhelm Battenberg und seiner Frau Mathilde. Seine Eltern gaben ihm die Vornamen Heinrich Rudolf Hermann; der Kurzname Ugi geht auf die frühe Wortschöpfung seiner ein Jahr älteren Schwester Mathilde Battenberg zurück. Die Familie siedelte 1884 nach Frankfurt. Battenberg besuchte ein Frankfurter Gymnasium und wurde als 17-Jähriger an der Städelschen Kunstschule aufgenommen, zunächst in der Bildhauerklasse von Christoph Hausmann. Er lernte seine spätere Frau, Fridel Carl (1880–1965), als 15-Jährige kennen, deren vermögende Familie sich gegen die Verbindung sträubte, schließlich jedoch 1897 einschwenkte und zwei Jahre später in die Verlobung einwilligte; acht Jahre später, 1907, fand die Heirat statt.

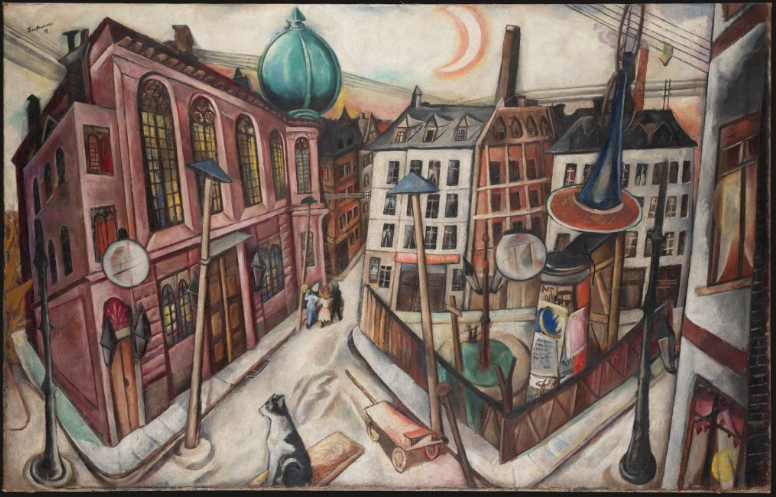
Max Beckmann: Die Synagoge in Frankfurt am Main (1919)

Nach Beendigung seines Militärdienstes (1898) setzte Battenberg sein Studium, allerdings, entgegen den üblichen Konventionen, bei einer Malerin: Ottilie W. Roederstein, Lehrerin seiner Schwester Mathilde, fort, weilte 1900 – ihm ein großes Glück – in Barbizon, studierte in Paris u. a. bei Gustave Courtois und ab 1902 bei Max Thedy in Weimar, wo er Max Beckmann kennenlernte, eine für beide folgenreiche Begegnung. Max Beckmann wird ihn und seine Frau in vielen seiner Gemälde abbilden, beispielsweise in Die Synagoge in Frankfurt am Main, 1919 und umgekehrt (Frankfurter Mainufer, 1921).
Aufmerksamkeit in der Kunstszene erweckte Battenberg 1905 durch eine Einzelausstellung in Frankfurt. Weitere Ausstellungen und Aufträge folgten. Mit seinen Porträts, Akten, Stillleben, Landschaftsbildern und Interieurs erreichte er öffentliche Anerkennung.
Für die Frankfurter Peterskirche, an der sein Vater seit 1884 Pfarrer war, schuf er religiöse Bilder. Battenberg zählte bald „trotz Kritik an seinen Bildern und fehlender Protektion … zu den interessantesten und vielversprechendsten Talenten der jüngeren Frankfurter Künstlertradition“.
Das Paar Ugi und Fridel Battenberg bezog 1908 eine Wohnung mit Atelier (Dachgeschoss) im Haus der Schwiegereltern Carl in der Schweizer Straße. Das Vermögen seiner Ehefrau ließ Ugi Battenberg freie Hand, seine Malkunst zu entwickeln. Die Battenbergs nahmen ihren Freund Max Beckmann 1915, zunächst zur Pflege, in ihre Wohnung auf; Battenberg überließ Beckmann sein Atelier, das dieser als Wohnung und – nach dem Verkauf des Wohnhauses 1919 zogen die Battenbergs um – bis 1932 als Atelier nutzte.
Battenberg gelang es durch entsprechende Beziehungen, im Ersten Weltkrieg vom Fronteinsatz verschont zu bleiben und als Inspektor für die Frankfurter Lazarette tätig zu sein. Nach dem Krieg gehörte er dem Frankfurter Malereiausschuss an, setzte sich von der konservativen Frankfurter Malergilde ab und unterstützte die Neugestaltung und Modernisierung des Frankfurter Kulturlebens. Nach dem Ersten Weltkrieg zogen die Eheleute zunächst ans rechte Mainufer (Bild: Frankfurter Mainufer), 1932, die wirtschaftliche Situation hatte sich zu ihren Ungunsten entwickelt, in eine bescheidenere Stadtneubauwohnung. Während der Zeit des Nationalsozialismus versuchte Battenberg vergeblich, durch den Eintritt in die Partei der NSDAP Vorteile für seine Förderung zu erreichen; Staatsfeindlichkeit und Kontakte zu jüdischen Malern wurden ihm zur Last gelegt. Nach einem Bombenangriff 1943 – das Atelier in der Kaiserstraße war zerstört, die Bilder dort konnten gerettet werden – zogen die Battenbergs nach Bad Nauheim zur Malerin Milli Langebartels. Battenberg erhielt bis zu seinem Tod eine Ehrenrente der Stadt Frankfurt.

## Leistungen
Ugi Battenberg gehörte mit seiner Frau Fridel (Pianistin) und seiner Schwester Mathilde (Malerin) zu jenen Künstlern, die zwischen den Kriegen die Kultur Frankfurts maßgeblich belebten. Battenberg entwickelte spätimpressionistische Ideen und beeinflusste Künstler wie Max Beckmann entscheidend. Aus der Sammlung Battenberg konnten nach dem Zweiten Weltkrieg Werke von Beckmann gehoben und damit Lücken geschlossen werden, die der NS-Staat riss: Beckmanns Kunst galt ab 1937 als nicht schützenswert und wurde im Bedarfsfall vernichtet.

## Werke (Auswahl)
- Stillleben (1903/4)
- Damenbildnis (1905)
- Jacob Emden (1905; Porträt)
- Theodor Neubürger (1907; Porträt)

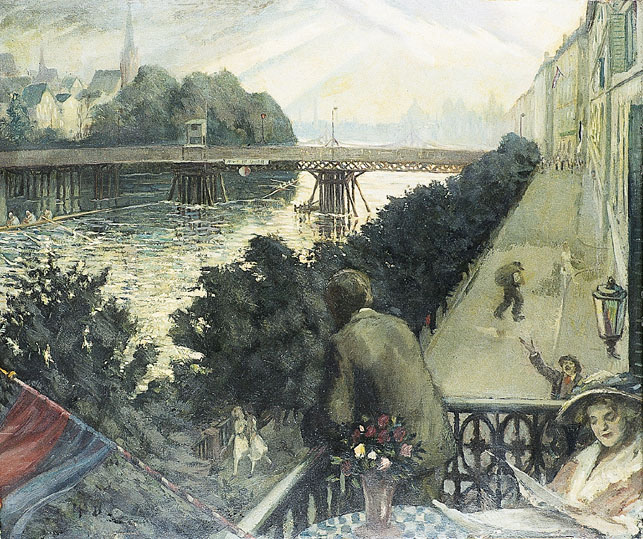
Frankfurter Mainufer (1921), Städel Frankfurt;
Ugi Battenberg (Parterre) grüßt Max Beckmann (Balkon, mit Fridel Battenberg)

- Stillleben mit Rosen, Früchten und Flasche (um 1910)
- Rosenstillleben (um 1920)
- Frankfurter Mainufer (1921)
- Maria und Johannes auf Golgatha (1927)
- Frankfurtansicht mit Regenbogen (nach 1929)
- Selbstbildnisse (1933; 1941; 1942)
- Bildnis Susi Veit (1941)
- Damenbildnis Helene L. (1944/5)